# Agent Cody Banks
Agent Cody Banks je americký komediální film z roku 2003. Režie se ujal Harald Zwart a scénáře Scott Alexander, Larry Karaszewski, Zack Stentz a Ashley Edward Miller. Hlavní role hrají Frankie Muniz, Hilary Duff, Angie Harmon, Keith David, Cynthia Stevenson, Daniel Roebuck, Darrell Hammond, Ian McShane a  Arnold Vosloo. Film měl premiéru ve Spojených státech dne 14. března 2003. V České republice nebyl promítán v kinech.

## Obsazení
- Frankie Muniz jako agent Cody Banks
- Hilary Duff jako Natalie Connors
- Angie Harmon jako Ronica Miles
- Keith David jako ředitel CIA
- Ian McShane jako Dr. Brinkman
- Arnold Vosloo jako François Molay
- Martin Donovan jako Dr. Albert Connors
- Daniel Roebuck jako Mr. Banks
- Cynthia Stevenson jako Mrs. Banks
- Connor Widdows jako Alex Banks
- Darrell Hammond jako Earl
- Peter New jako Rosychuk
- Noel Fisher jako Fenster

## Přijetí

### Tržby
Film vydělal 47,9 milionů dolarů v Severní Americe a 10,8 milionů dolarů v ostatních oblastech, celkově tak vydělal 58,7 milionů dolarů po celém světě. Rozpočet filmu činil 28 milionů dolarů. Za první víkend docílil druhé nejvyšší návštěvnosti, kdy vydělal 14 milionů dolarů.

### Recenze
Na recenzní stránce Rotten Tomatoes získal ze 103 započtených recenzí 39 procent. Na Česko-Slovenské filmové databázi snímek získal 41 procent.

## Sequel
V roce 2004 měl premiéru film Agent Cody Banks 2. Ve filmu si už nezahrála Hilary Duff a Angie Harmon.